# Martin Würmli
Martin Würmli (* 26. März 1978 in St. Gallen) ist ein Schweizer Politiker. Das Mitglied der Christlichdemokratischen Volkspartei (CVP) ist seit 2014 Stadtschreiber von Zug.

## Biografie
Würmli wuchs in der Stadt St. Gallen auf und absolvierte die Katholische Kantonssekundarschule (KKSS). Von 1998 bis 2004 studierte er Recht an der Universität St. Gallen. Nach seinem Studium arbeitete er in St. Gallen in einem Anwaltsbüro und erwarb 2007 das Anwaltspatent. Von 2010 bis 2014 arbeitete er als Departementssekretär des Gesundheits- und Sozialdepartements des Kantons Appenzell Innerrhoden. Er war verheiratet mit Karin Christensen Würmli († 24. November 2023) und lebt in Zug.

## Politik und Funktionen
Würmli war zwischen 2010 und 2014 Mitglied des Stadtparlaments in St. Gallen und gleichzeitig Präsident der CVP im Kanton St. Gallen. Er übte und übt verschiedene Funktionen aus, so als nebenamtlicher Richter bei der Verwaltungsrekurskommission, als Vorstandsmitglied des Touring Club Schweiz (TCS) und im politischen Beirat des FC St. Gallen. Verschiedentlich war er im Gespräch als Mitglied der Exekutive. Im Januar 2018 schlug die Regierung des Kantons St. Gallen Würmli dem Kantonsrat zur Wahl als Verwaltungsrat der Spitalverbunde des Kantons St. Gallen vor.

## Crypto Valley Zug
Im Sommer 2016 hat die Stadt Zug entschieden, als weltweit erste Behörde Bitcoin als Zahlungsmittel für bestimmte Gebühren zu akzeptieren. An diesem Entscheid war Würmli massgebend beteiligt. Gemeinsam mit dem Stadtrat von Zug engagiert er sich für das Crypto Valley Zug.